# Bernat Daudijòs
Bernat Daudijòs o Bernard d'Audijos (Coduras 1638 - 1677) fou un soldat de Lluís XIV de França que va esdevenir rebel. Era fill de Joan d'Audijos i de Diana de Talasac-Bahus, membres de la petita noblesa. El 1664 va tornar al seu país després d'haver servit deu anys com a soldat del rei, i es va revoltar contra la gabella imposada per Jean-Baptiste Colbert i el seu intent Pellot. Organitzà aleshores els invisibles, grups de camperols locals exasperats, que assaltaren els combois reials i es retiraren als boscos dels volants de Hagetmau, on van resistir els atacs reials fins al 1670.
Per tal d'escapar dels atacs de Pellot va fugir a Espanya. Després de tornar a la Chalossa va abandonar la lluita per manca de mitjans i va romandre a Espanya durant vuit anys, des d'on va negociar amb el rei el seu perdó a través del nou intendent reial Sève.
Conscient de la seva vàlua com a cap militar, el rei el va perdonar i el va readmetre a l'exèrcit a canvi del seu penediment. Aleshores li assignà el comandament d'un regiment de cavalleria, els Dracs d'Audijos, amb els quals es va unir al mariscal de Vivonne per a defensar Messina del setge espanyol. Després de vèncer el príncep Gincinelli, va morir de malària el 1677.

## Adaptacions
Les lluites de Daudijòs i els invisibles han estat objecte de diverses adaptacions literàries:
- The muskets of Gascony (2001), novel·la en anglès de J.H.M Salmon, a l'estil de Walter Scott, narra les accions d'Armand Daudeyos als Pirineus.
- Los Invisibles, de Jean Harambat, es tracta d'un còmic poètic on mostra la vida de Daudijòs i dels seus companys en el segle xviii. Ha estat editat en francès per Futuropolis el 2008 i en gascó per Per Noste el 2009.